# ألبيرت نيرنبيرج
ألبيرت نيرنبيرج (ولد عام 1962 الثالث عشر من أكتوبر)، مخرج أفلام كندي مستقل وممثل وصحفي ومنوم مغناطيسي وعالم في علوم الفكاهة. أفلامه تتضمن: الغباء (2003) والهروب من كندا (2005) ودعنا نكره تورونتو (2007) وعلم الفكاهة (2009) والملل (2012) وأنت ما تُمثل (2018).
كان كل من الغباء وعلوم الضحك من الأفلام الوثائقية الطويلة والفريدة من نوعها والتي تناقش مواضيع الغباء وعلوم الضحك.

## النشأة والتعليم
ولد نيرنبيرج في لندن، أونتاريو، في عام 1962، ودرس الدراما الإنجليزية في جامعة ماكجيل في مونتريال خلال الثمانينيات، حيث أسس مسرحاً سماه شميتير، وهي شركة مسرحية ارتجالية، وشغل منصب رئيس تحرير صحيفة ماكجيل اليومية.

## حياته كصحفي
كان نيرنبيرج مراسلًا صحفيًا في مونتريال جازيت ومضيفًا إذاعيًا حواريًا في سي كاي جي ام (باللغة الإنجليزية: CKGM). لا يزال نيرنبيرج ينشر مقالات من حين لآخر.

## مسيرته السينمائية
أخبر نيرنبيرج صحيفة مونتريال، لابريس، أنه أصبح صانع أفلام بعد أن قام بتهريب كاميرا خاصة لتصوير الفيديو عبر خطوط الجيش، خلال أزمة أوكا عام 1990 المواجهة بين الموهوك ووريورز المسلحين والجيش الكندي. جرى تحويل اللقطات لاحقًا إلى فيلمه الوثائقي الأول بعنوان أوكاندا.
بينما لا يزال مقر إقامته في مونتريال، تلقت بعض أفلام نيرنبيرج الأولى استحسانًا وبعض الشك على الهوامش ووضعت تحت عنوان "أفلام وثائقية مسلية للغاية وذات ميزانية منخفضة" مثل أنجلو الحضاري 1991 و 1949، إذ جرت تسميتها بناء على أنها تكلف 19.49 دولارًا فقط، مع الاستفادة من تطور معدات الفيديو "هاي-8" في ذلك الوقت. اعتُرف بـ نيرنبيرج من قبل سينما كيبك (باللغة الفرنسية: Cinémathèque Québécoise) كمبتكر أفلام لأنه كان له دور في بعض التطورات في صناعة الأفلام المعاصرة. بما في ذلك الثورة المحمولة باليد "تروفي" (باللغة الإنجليزية: Truvie) حيث جرى تصوير الأفلام الخيالية في مواقف حقيقية، وفي إنشاء تنسيق مقطورات الأفلام الخيالية. في عام 2001، كان نيرنبيرج موضوعًا استعاديًا في مهرجان "فقط للضحك" في مونتريال.

### العروض التشويقية
انتقل نيرنبيرج إلى تورنتو، مثل العديد من صانعي الأفلام الأنجلو الشباب من قبله في مونتريال، إذ حقق في النهاية إشادة أكبر بميزانية أعلى، وأفلام وثائقية أكثر إمتاعًا. أولاً أسس العروض التشويقية، مع فرضية أن مقطورات الأفلام هي شكل من أشكال التعبير الفني في حد ذاتها. وصفتها شبكة سي إن إن بأنها "ظاهرة عبادة دولية." في عام 2000، أجرى مقلبًا على نطاق واسع في مهرجان تورنتو السينمائي الدولي عام 2000. قام المخرج بتنسيق دخول مجموعة من ممثلي العروض التشويقية على السجادة الحمراء كنجوم سينمائيين بارزين. حدث ذلك عن طريق زرع ممثلين بين المصورين الذين صرخوا بأسماء النجوم الخيالية عند وصولهم بسيارة ليموزين. رد المصورون عن طريق وميض كاميراتهم بشكل محموم. نُقل النجوم المزيفون إلى الغرفة الخضراء مع النجوم الحقيقية، "حيث سكروا مثل ملوك الترفية". وُصفت المزحة في متحف الخدع على الإنترنت بأنها خدعة مهرجان تورنتو السينمائي.

### صناعة الأفلام الوثائقية المميزة
في عام 2003، أُصدر فيلم نيرنبيرج الرائع "الغباء"، وقام بتنظيم أول جوائز عالمية للغباء السنوية في تورنتو بعد شهر، وهو عرض جوائز ساخر جرت رعايته من قبل مهرجان "للضحك فقط" وعُقد في مونتريال من 2004 إلى 2007، تكريما لأغبى بيان لهذا العام.
يدرس فيلم هروب نيرنبيرج من كندا 2005 نتائج تخفيف كندا القصير لقوانين الماريجوانا الخاصة بها في الوقت نفسه الذي أصبح فيه زواج المثليين قانونيًا، إلى جانب امتناع كندا عن التصويت على الغزو الذي قادته الولايات المتحدة على لعراق مما جعل البلاد ملاذًا متصورًا للأمريكيين التقدميين.
في فيلم دعنا نكره تورونتو لعام 2007، شرع السيد تورنتو روب سبينس، المخرج المشارك لنيرينبيرج في جولة كندية من الساحل إلى الساحل للترويج لـ "مركز الكون" من خلال التلويح بلافتة مكتوب عليها "يوم تقدير تورنتو". " بعد فترة وجيزة، انتقل نيرنبيرج من تورنتو مع عائلته للإقامة في مدينة بريه الشرقية في بولطن الغربية، حيث يمارس رياضة المشي لمسافات طويلة والضحك عندما لا يلقي محاضرة أو يصنع أفلامًا في مكان آخر.
فيلميه التاليان، علوم الضحك 2009 والملل 2012، يناقش كلاهما جوانب الظواهر من حيث ارتباطها بالصحة والسعادة التي لم يكتشفها العلم نسبيًا.
نظم نيرنبيرج أول بطولة مونتريال للضحك بعد حضور معركة يو أف سي (باللغة الإنجليزية: UFC ) حيث بدأ مقاتلان عن غير قصد بالضحك في أثناء تحديقهما إلى بعضهما بعضًا فيما يطلق عليه بالمواجهة. إذ قال نيرنبيرج لصحيفة المحيط الهادئ: "ضرب الناس على وجوههم هي رياضة. وخز الناس بالعصي هي رياضة. فلماذا لا يكون لدينا رياضة تتعلق بالسعي وراء الفرح؟". باستخدام التحديق ونوبات الضحك، يتنافس 12 متنافسًا لمعرفة من هو البطل. يجري الحكم على الضحكات لتأثيرها المعدي على الجمهور. بعد ذلك الحدث، يجري تنظيم بطولات الضحك في جميع أنحاء العالم. يتجول نيرنبيرج بشكل متكرر ويتحدث بصفته عالم ضحك وخبيرًا في الضحك. بعد سفره إلى الهند ودراسة فوائد يوجا الضحك مع الدكتور مادان كاتاريا، اخترع نيرنبيرج نظام الضحك، وهو نظام التمرينات التي تحفز الفرح وتعمل على التخلص من الضحك البشري المعدي الطبيعي. استُخدمت هذه التقنية في عدد من مراكز إعادة تأهيل الكحول والمخدرات الكندية. كما اخترع حفل الضحك، الذي يخلق جو الحفلة الصاخبة نفسه، دون الحاجة إلى المخدرات والكحول.
يشير فيلم أنت ما تُمثل 2018 إلى أن ممثلي الأفلام غالبًا ما يصبحون أدوارهم ويقترح أن هذه المبادئ تنطبق على الأشخاص العاديين من حيث تحقيق الثقة والبطولة والصحة والحب. فاز بجائزة لجنة التحكيم في مهرجان الاستنارة السينمائي في سيدونا، أريزونا، في يونيو 2018.